# Барон Данлит
Барон Данлит из Баллиуолтера в графстве Даун — наследственный титул в системе Пэрства Соединенного Королевства. Он был создан 29 августа 1892 года для ирландского бизнесмена Джона Малхолланда (1819—1895). Он ранее заседал в Палате общин от Даунпатрика (1874—1885). Семья Макхолланд занималась промышленным производством хлопка и льна в Ольстере (Северная Ирландия). Сын первого барона, Генри Лайл Малхолланд, 2-й барон Данлит (1854—1931), представлял Северный Лондонндерри в Палате общин от консервативной партии (1885—1895). Его внук, Чарльз Эдвард Генри Джон Малхолланд, 4-й барон Данлит (1933—1993), был членом Ассамблеи Северной Ирландии от партии «Альянс». Его преемником был его двоюродный брат, Майкл Генри Малхолланд, 5-й барон Данлит (1915—1997), который стал преемником своего отца в качестве 2-го баронета из Баллискаллиона (1971). По состоянию на 2014 год носителем титула являлся сын последнего, Брайан Генри Малхолланд, 6-й барон Данлит (род. 1950), который стал преемником своего отца в 1997 году.
Титул баронета Малхолланда из Баллискаллион Парка в графстве Лондондерри (Баронетство Соединённого королевство) был создан 4 июля 1945 года для достопочтенного Генри Джорджа Хилла Малхолланда (1888—1971). Он был третьим сыном 2-го барона Данлита. Генри Малхолланд был депутатом парламента Северной Ирландии от Ардса (1929—1945), занимал должности помощника парламентского секретаря министерства финансов (1925—1929), спикера Палаты общин Северной Ирландии (1929—1945). Его преемником стал его сын, вышеупомянутый сэр Майкл Генри Малхолланд, 2-й баронет (1915—1997), который в 1993 году унаследовал титул 5-го барона Данлита.
Семейное гнездо — Баллиуолтер Парк в окрестностях Ньютаунардса в графстве Даун (Ирландия).

## Бароны Данлит (1892)
- 1892—1895: Джон Малхолланд, 1-й барон Данлит (16 декабря 1819 — 11 декабря 1895), сын Эндрю Малхолланда (1792—1866)[1];
- 1895—1931: Генри Лайл Малхолланд, 2-й барон Данлит (30 января 1854 — 22 марта 1931), второй сын предыдущего[2];
- 1931—1956: Чарльз Генри Джордж Малхолланд, 3-й барон Данлит (19 августа 1886 — 20 июля 1956), второй сын предыдущего[3]
- 1956—1993: Подполковник Чарльз Эдвард Генри Джон Малхолланд, 4-й барон Данлит (23 июня 1933—1993), единственный сын предыдущего[4];
- 1993—1997: Майкл Генри Малхолланд, 5-й барон Данлит (15 октября 1915 — 3 мая 1997), единственный сын достопочтенного сэра Генри Джорджа Хилла Малхолланда, 1-го баронета (1888—1971), двоюродный брат предыдущего[5];
- 1997 — настоящее время: Брайан Генри Малхолланд, 6-й барон Данлит (род. 25 сентября 1950), единственный сын предыдущего[6];
  - Наследник титула: достопочтенный Эндрю Генри Малхолланд (род. 15 декабря 1981), старший сын предыдущего[7].

## Баронеты Малхолланд из Баллискаллиона (1945)
- 1945—1971: Сэр Генри Джордж Хилл Малхолланд, 1-й баронет (20 декабря 1888 — 5 марта 1971), третий сын Генри Лайла Малхолланда, 2-го барона Данлита[8];
- 1971—1997: Сэр Майкл Генри Малхолланд, 2-й баронет (15 октября 1915 — 3 мая 1997), единственный сын достопочтенного сэра Генри Джорджа Хилла Малхолланда, 1-го баронета (1888—1971), двоюродный брат предыдущего, 4-й барон Данлит с 1993 года[5]

Список дальнейших баронетов смотрите выше.